# 티미 로저스

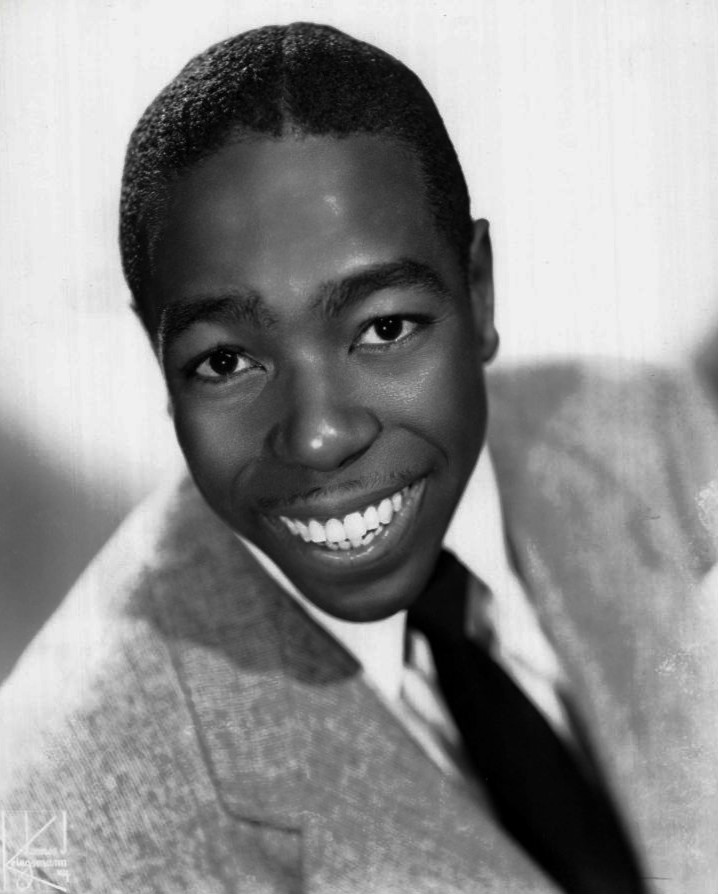

티미 로저스(Timmie Rogers, 1914년 7월 4일 ~ 2006년 12월 17일)는 미국의 싱어송라이터, 밴드리더, 지휘, 배우, 작곡가, 텔레비전 배우이다.
디트로이트에서 태어났으며 로스앤젤레스에서 사망하였다.

## 영화
- 더 파이브 하트비트 (1991년)